# Alnwick (plaats)
Alnwick is een civil parish en de hoofdplaats van het bestuurlijke gebied Alnwick in het Engelse graafschap Northumberland. De plaats ligt op de zuidelijke oever van de rivier de Aln en telt 8116 inwoners.
Het marktstadje heeft een geschiedenis die teruggaat tot circa 600. Van het middeleeuwse Alnwick Castle werd de eerste steen gelegd in 1096, niet lang na de Normandische invasie. Het diende ter bescherming tegen de Schotten, en was later een koninklijke pleisterplaats op de grote weg van Londen naar Edinburgh, dat 125 km noordelijker ligt. Het is een van de grootste bewoonde kastelen van het land. De huidige bewoner is Ralph George Algernon Percy, geboren 1956, de 12e hertog van Northumberland.

## Filmlocatie
Het kasteel diende als plaatsvervanger voor het magische Hogwarts Castle; verschillende scènes die zich afspelen in de open lucht in de eerste twee Harry Potter-films zijn gefilmd op de groene weiden naast de vesting. Minder bekend is dat ook het eerste seizoen van Blackadder hier is opgenomen. Buiten en binnen waren de opnamen.

## Geboren
- James Catnach (1792-1841), drukker en uitgever
- George Biddell Airy (1801-1892), astronoom en wiskundige